# إيفرلاند

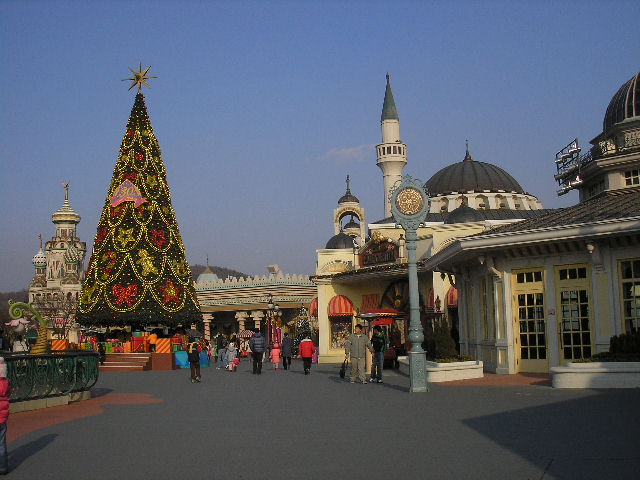
صورة من المنتجع

إيفرلاند هي حديقة ملاهي تقع بيونغين وهي مدينة بمقاطعة غيونغي، بكوريا الجنوبية، ويعتبر إيفرلاند أكبر حديقة ملاهي في كوريا الجنوبية، والعاشر عالميا، إضافة للألعاب لإيفلاند تضم حديقة حيوان وحديقة للألعاب المائية المعروف باسم خليج الكاريبي، المنتجع تحت رعاية شركة الاتصالات سامسونج.
كل من زار إيفرلاند يقارنها بديزني لاند في عمارتها ومناخها العام الذي يشبه ديزني لاند كثيرًا. وقد صور بالإيفلاند عدة حلقات من البرنامج الكوري My Love Patzzi.

## تي إكسبريس
تعتبر تي إكسبريس إيفرلاند أكبر جبل خشبي في كوريا الجنوبية والسادس على مستوى العالم حيث يبلغ طوله 5.838 قدم، وهي مبنية فوق تلة اصطناعية وتستغرق 3 دقائق لكي تدور على كل الجبال والتلال الاصطناعية في الملهى، كما يعتبر أقدم تي إكسبريس بكوريا.

## أقسام المنتجع
ينقسم إيفلاند إلى 6 أقسام مميزة، المعرض العالمي، حديقة الحيوانات، المغامرة الأوروبية، الأرض السحرية والمغامرة الأمريكية بينما خليج الكاريبي يتطلب تذكرة خاصة به ولا يفتتح كل سنة حسب الأجواء وحالة الطقس.
المعرض العالمي يعتبر في المقام الأول مكانا للأكل، وابتياع التذكارات وأخد صور داخل الحديقة، وهناك العديد من المتاجر والمطاعم إضافة إلى خدمات خاصة كاستئجار عربة مثلا.
حديقة الحيوان يمكن لك أن تلاعب فيها الحيوانات الأليفية وتركب الخيل، كما توجد منطقة للدببة القطبية وأسود البحر وطيور البطريق والدببة والنمور والثدييات، كما توجد منطقة شبيهة بالأمازون يمكن أن تتجول فيها بحافلة، ويمكنك أن تمنح الطعام لالماعز ,و مكان خاص بالفيلة والزرافات.
قسم المغامرة الأوروبية يحتوي على عدة أطعمة مختلفة من الثقافات الأوروبية، وتوجد حديقة زهور ومجسمات لأقطرة، ومحلات ألعاب لشركات أوروبية، على العموم كل ما تريده عن أوروبا تجده في هذا القسم.
الأرض السحرية أو (ماجيك لاند) مكان يمكن أن تمتطي فيه عدة أنواع من الخيول، وتزور بنايات وقرى تتجسد فيها عدة أساطير كورية، يمكنك أن تصعد لأحد التلال وترى مشهدا للمنتجع بأكمله، وهناك حديقة يمكن لك أن تزور فيها المستقبل، وتلعب مع عدة روبوات حقيقية، إلى جانب بعض المحلات والمطاعم.
ستعيش عدة مراحل من تاريخ أمريكا في هذا القسم، يمكنك في أن تشارك بمسابقات الكوبوي، والأغاني التي اشتهرت في الخمسينيات إضافة الروك أند رول ويمكنك أن تلعب دور المجرم في لعبة الإكس ترين.